# Покотило, Василий Иванович
Васи́лий Ива́нович Покоти́ло (8 августа 1856 года — не раньше 27 марта 1919 года) — российский военный деятель, генерал от кавалерии по генеральному штабу и Донских казачьих войск, военный губернатор и наказной атаман Семиреченского, Уральского казачьих войск, Войска Донского, участник Русско-турецкой войны 1877—1878 годов, Первой мировой войны и Гражданской войны на стороне Белого движения.

## Биография
Василий Иванович родился 8 августа 1856 года. Среднее образование получил в городе Орёл, в Орловской военной гимназии Бахтина.
Вступил в службу 1 сентября 1875 года, дворянин. В 1878 году окончил Николаевское инженерное училище и 16 апреля был выпущен в чине подпоручика в 5-й сапёрный батальон. В составе батальона участвовал в русско-турецкой войне 1877—1878 годов. 6 августа 1880 года произведён в поручики.
В 1884 году окончил Николаевскую академию Генерального штаба по 1-му разряду. 25 марта 1884 года был произведён в чин штабс-капитана, после чего получил назначение в Туркестанский военный округ на должность обер-офицера для поручений при штабе округа. 29 марта 1885 года произведён в капитаны. С 15 октября 1887 года по 21 октября 1888 года отбывал цензовое командование ротой в 3-м Туркестанском стрелковом батальоне.
7 декабря 1889 года назначен начальником строевого отдела штаба Выборгской крепости. 1 апреля 1890 года произведён в чин подполковника и назначен офицером для особых поручений при штабе VIII армейского корпуса, однако уже 24 апреля был переведён на должность заведующего передвижениями войск по железным дорогам Виленского района. С 27 августа по 20 декабря 1892 года состоял старшим адъютантом штаба Виленского военного округа. 17 апреля 1894 года произведён в чин полковника с формулировкой «за отличие».
2 мая 1896 года назначен начальником штаба железнодорожной бригады. Цензовое командование батальоном отбывал в 117-м пехотном Ярославском полку с 1 мая по 1 сентября 1897 года. С 4 февраля по 5 мая 1898 года, состоял начальником штаба 41-й пехотной дивизии.
5 мая 1898 года назначен на должность начальника Виленского юнкерского пехотного училища, затем, с 12 февраля 1900 года, — директора 1-го кадетского корпуса. В 1901 году произведён в чин генерал-майора (со старшинством от 14 апреля 1902 года), с формулировкой «за отличие».
11 декабря 1904 года назначен военным губернатором Ферганской области, с 28 июля 1907 года назначен военным губернатором Семиреченской области, командующим войсками в указанной области и наказным атаманом Семиреченского казачьего войска.
В 1908 году произведён в чин генерал-лейтенанта (со старшинством от 6 декабря 1907 года), с формулировкой «за отличие». 16 февраля 1908 года на В. И. Покатило было совершено террористами-революционерами неудавшееся покушение на его жизнь, в городе Новый Маргелан.
7 октября 1908 года назначен военным губернатором Уральской области, командующим войсками в указанной области и наказным атаманом Уральского казачьего войска.
1 января 1910 года назначен помощником Туркестанского генерал-губернатора и командующего войсками Туркестанского военного округа, генерала от кавалерии А. В. Самсонова. 12 мая, того же года, присвоено звание почетного казака Уральского казачьего войска.
22 октября 1912 года назначен войсковым наказным атаманом войска Донского. 14 апреля 1913 года произведён в чин генерала от кавалерии (со старшинством от 6 декабря 1913 года), с формулировкой «за отличие».

## Участие в Первой мировой войне

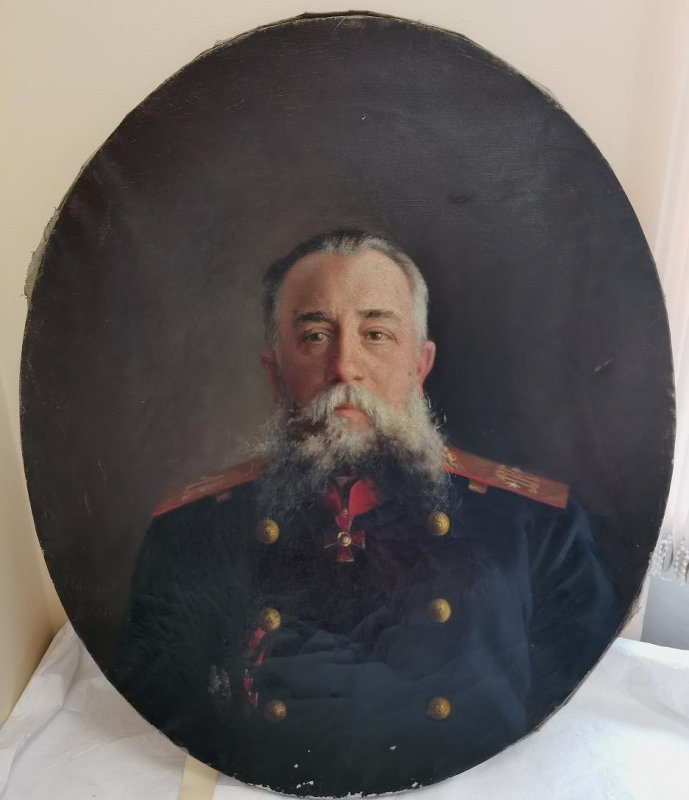
Портрет 1905 г.

С началом Первой мировой войны занимался организацией формирования на Дону казачьих частей для действующей армии.
16 марта 1915 года назначен походным атаманом при Верховном Главнокомандующем, оставаясь одновременно войсковым наказным атаманом войска Донского.
17 сентября 1915 года состоящий по Донскому казачьему войску и числящийся по генеральному штабу, походный атаман при Верховном Главнокомандующем и войсковой наказный атаман войска Донского, генерал от кавалерии Покотило отчислен от должности походного атамана при Верховном Главнокомандующем, с оставлением в должности войскового наказного атамана войска Донского.
4 мая 1916 года войсковой наказный атаман войска Донского, генерал от кавалерии Покотило был назначен главным начальником снабжения армий Северного фронта и покинул Дон.
С 20 октября 1916 года — член Военного совета. В 1917 году назначен членом Верховного военного суда, одновременно с 15 января 1917 года состоял председателем Комитета по делам о расчётах за реквизированное или уничтоженное на театрах военных действий по распоряжению властей имущество.

## Февральская революция
После Февральской революции 1917 года, когда началась чистка командного состава гвардии, армии, флота и иных формирований, генерал В. И. Покатило, всегда отличавшийся монархическими взглядами, попал в число потерявших свои должности и 4 апреля 1917 года был уволен от службы по болезни, с мундиром и пенсией.

## Октябрьская революция
После Октябрьской революции перешёл на сторону Белого движения. С 10 марта 1919 года состоял в резерве чинов при штабе Главнокомандующего Вооруженных сил Юга России; с 27 марта 1919 года исполнял обязанности члена Кассационного присутствия.
Семья. После революции в эмиграции во Франции жил его родной сын, а в Норвегии его родственник Покатило Евгений Петрович. Покатило Е. П. в переписке с А. А. Герингом в Париже кратко описал свое родство с Покатило В. И. В ответом письме А. А. Геринг дал нелестную оценку Покатило В. И. как директора своего кадетского корпуса.

## Награды
- Орден Святого Станислава 3-й ст. (1880)
- Орден Святой Анны 3-й ст. (1885)
- Орден Святого Станислава 2-й ст. (1889)
- Орден Святой Анны 2-й ст. (1893)
- Орден Святого Владимира 4-й ст. (1896)
- Орден Святого Владимира 3-й ст. (1900)
- Орден Святого Станислава 1-й ст. (1905)
- Орден Святой Анны 1-й ст. (1910)
- Орден Святого Владимира 2-й ст. (1913)
- Орден Белого орла (1915)